# Regina Isecke
Regina Isecke (* 5. Januar 1953; † 26. Juni 2015) war eine deutsche Rollstuhltennisspielerin.

## Karriere
Regina Isecke begann schon als Kind mit verschiedenen Sportarten, darunter Tennis. Seit einem Unfall im Jahr 1971 war sie auf den Rollstuhl angewiesen.

### Anfänge im Rollstuhlsport
Ihre ersten Erfolge errang sie im Tischtennis mit dem Gewinn mehrerer deutscher Meisterschaften in ihrer Klasse. Auch im Kugelstoßen, im Schnellfahren und im Schwimmen errang sie zahlreiche Medaillen.

### Rollstuhlbasketball
Sie begann 1972 auch mit dem Rollstuhlbasketball und war schon kurz darauf Teil der deutschen Nationalmannschaft. Mit dieser gewann sie 1976 die Silber- sowie 1980 und 1984 die Goldmedaille bei Paralympischen Spielen, außerdem fünf Weltmeisterschaften und mehrere Europameisterschaften. Sie beendete 1988 ihre Basketballkarriere.

### Rollstuhltennis
Sie wendete sich dem Rollstuhltennis zu und startete in der Klasse der Paraplegiker. Auf deutscher Ebene gewann sie zehn deutsche Meisterschaften.
Regina Isecke nahm im Rollstuhltennis an zwei Paralympischen Spielen teil. 1992 erreichte sie in Barcelona im Einzel das Halbfinale, in dem sie Monique Kalkman unterlag. Sie gewann das anschließende Spiel um Platz drei gegen Janet McMorran und damit die Bronzemedaille. Im Doppel trat sie nicht an. 1996 schied sie in Atlanta im Einzel im Viertelfinale gegen Maaike Smit aus, im Doppel erreichte sie an der Seite von Christa Ott ebenfalls das Viertelfinale, in dem sie Hope Lewellen und Nacy Olson unterlagen.
In der Weltrangliste erreichte sie ihre besten Platzierungen mit Rang drei im Einzel am 26. Januar 1993 sowie mit Rang sechs im Doppel am 6. September 1994.
Seit ihrem Karriereende war sie in der Nachwuchsförderung des Rollstuhltennis aktiv. Sie war außerdem lange Jahre Präsidentin des Deutschen Rollstuhltennis Verbandes. Ihr wurde 1984 und 1993 das Silberne Lorbeerblatt verliehen. Isecke starb 62-jährig nach kurzer, schwerer Krankheit am 26. Juni 2015.
Im Juli 2018 wurde eine Straße in Köln-Junkersdorf nach ihr benannt.

## Nachweise
1. ↑  Behindertensportler trauern um Regina Isecke (Memento vom 8. Juli 2015 im Internet Archive), dpa-Meldung, veröffentlicht auf T-Online am 30. Juni 2015
2. ↑  Trauer um Regina Isecke, Nachruf auf der Webseite des DTB vom 2. Juli 2015
3. ↑  Bezirksvertretung 3 (Lindenthal): Benennung von zwei Planstraßen im Baugebiet Ludwig-Jahn-Straße in Köln-Junkersdorf

| Personendaten    | Personendaten                     |
| ---------------- | --------------------------------- |
| NAME             | Isecke, Regina                    |
| KURZBESCHREIBUNG | deutsche Rollstuhltennisspielerin |
| GEBURTSDATUM     | 5. Januar 1953                    |
| STERBEDATUM      | 26. Juni 2015                     |